# Iso-Marlboro FW03
Der Iso-Marlboro FW03 war ein Formel-1-Rennwagen, den das britische Motorsportteam Frank Williams Racing Cars 1974 als Einzelstück baute und in den Jahren 1974 und 1975 in der Formel-1-Weltmeisterschaft an den Start brachte. Es war das Auto weitestgehend identisch mit dem ein Jahr zuvor entstandenen Modellen Iso-Marlboro IR1 und dem ein Jahr später aufgebauten IR2. 1975 erschien das für zahlreiche Paydriver gemeldete Auto unter der Bezeichnung Williams FW03. In diesem Jahr als Einsatzfahrzeug, die zumeist von Rennen zu Rennen wechselten. Er war die Basis des Apollon-Williams FW03, der 1977 von einem anderen Team gemeldet wurde.

## Hintergrund
Frank Williams Racing Cars, ein Vorläufer des gegenwärtig in der Formel 1 engagierten Teams Williams F1, wurde 1966 vom ehemaligen Rennfahrer und Rennwagenhändler Frank Williams gegründet. In den ersten Jahren des Formel-1-Engamenents war Williams ein reines Kundenteam, das Rennwagen von Brabham, March und De Tomaso einsetzte. 1972 entstand mit dem Politoys FX3 das erste eigene Rennauto des Teams. Mit Beginn der Formel-1-Saison 1973 wurde der italienische Sportwagenhersteller Iso Rivolta zum Hauptsponsor des Williams-Teams. Iso erwarb das Recht, die eingesetzten Rennwagen mit dem eigenen Namen zu versehen, beteiligte sich aber an der Konstruktion oder dem Aufbau der Autos nicht. Nachdem Williams bei den ersten Rennen des Jahres 1973 zunächst eine leicht überarbeitete Version des FX3 unter der Bezeichnung Iso-Marlboro FX3B eingesetzt hatte, erschien, um den verschärften Anforderungen an die Crashsicherheit gerecht zu werden, beim Großen Preis von Spanien eine neue Modellfamilie, die nach den Sponsoren Iso Rivolta und Marlboro als Iso-Marlboro IR bezeichnet wurde. Der FW03 ist das dritte und letzte Exemplar dieser Baureihe.

## Nomenklatur
Die ersten beiden Exemplare der IR-Reihe erhielten ihre Modellbezeichnung von den Sponsoren Iso Rivolta und Marlboro. Als Iso Rivolta infolge wirtschaftlicher Schwierigkeiten zu Beginn des Jahres 1974 in Zahlungsverzug geriet, änderte Williams die Modellbezeichnung auf Iso-Marlboro FW01 und FW02 (FW für Frank Williams). Der FW03 ist das erste Exemplar, das von Beginn an die Initialen Frank Williams’ trug. Nach der Insolvenz Iso Rivoltas 1975 wurde der Markenname der Modellfamilie von Iso-Marlboro auf Williams umgestellt.

## Technik

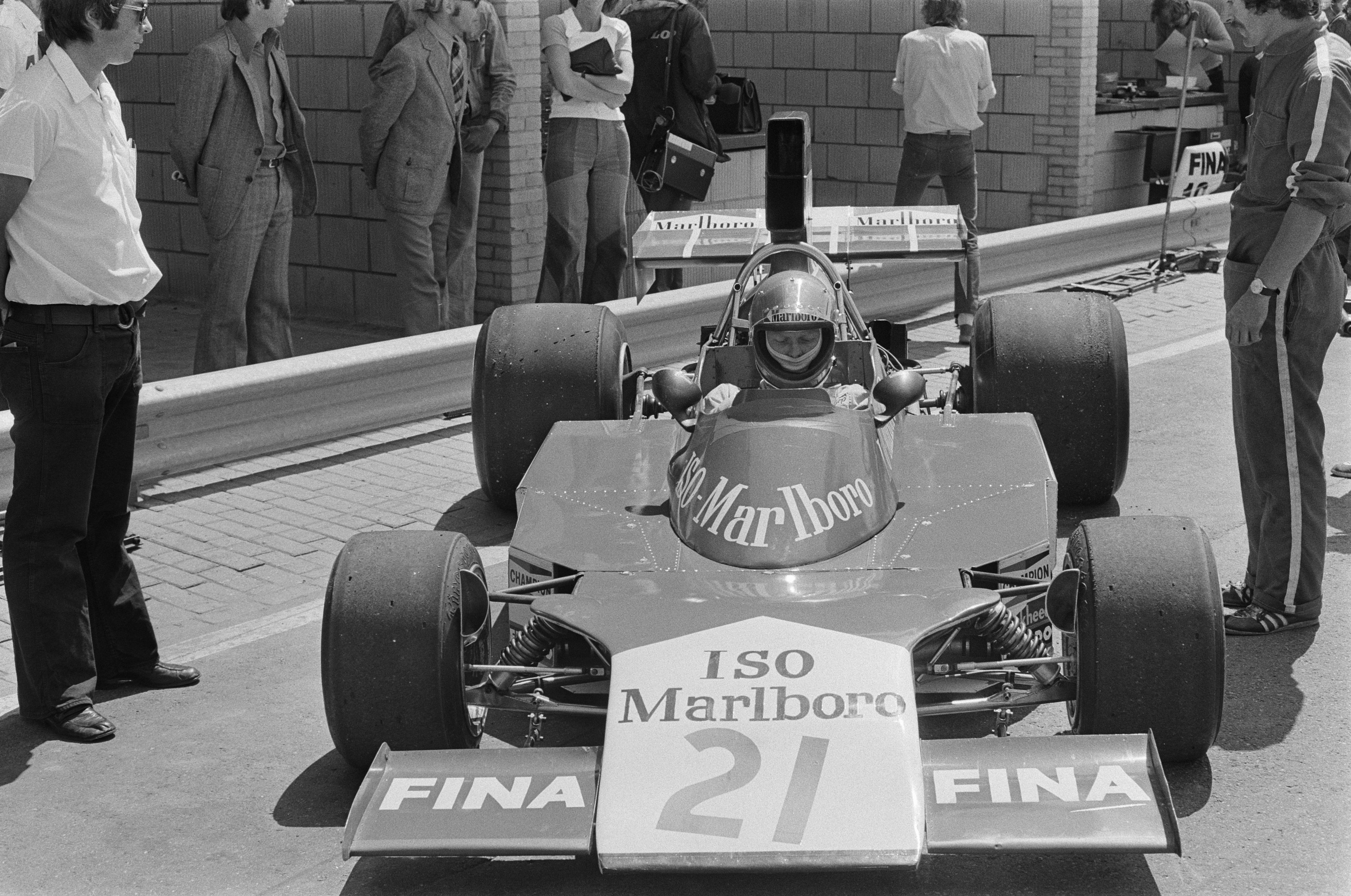
Baugleiches Modell: Der Iso-Marlboro FW01

Die Exemplare der Modellfamilie IR wurden von John Clarke konstruiert. Im Herbst 1973 überarbeitete Giampaolo Dallara die Aufhängungsgeometrie. Das Auto wird als einfach konzipiertes Modell beschrieben, dessen Karosserie kantige, als streng empfundene Linien hatte. Das Monocoque bestand aus Aluminium. Als Antrieb dienten Cosworth-DFV-Achtzylindermotoren, die Kraftübertragung erfolgte über Fünfganggetriebe von Hewland (Typ DG400). Ein problematisches Detail des IR war die Ölversorgung. Sie erwies sich als ineffektiv und verursachte beim FW03 in zwei Jahren fünf Motorschäden. Die Reifen bezog Williams von Goodyear.

## Produktion und Wartung
Der FW03 war ein Einzelstück. Bei seinem dritten Einsatz in Monaco 1974 wurde das Auto erheblich beschädigt. Der Wiederaufbau erfolgte unter Verwendung eines neuen Monocoque und zog sich über zwei Monate hin.
Der FW03 wurde angesichts finanzieller Schwierigkeiten des Teams 1974 und 1975 nur unzureichend gewartet und lückenhaft repariert. Mit fortschreitender Dauer der Saison 1974 fehlte das Geld für notwendige Reparaturen und Ersatzteile. Bei einigen Rennen wurden gebrochene Kunststoffteile mit Klebeband zusammengefügt; ab Sommer 1974 verwendete Williams mehrfach gebrauchte Reifen des Ferrari-Teams. Dies wirkte sich nachteilig auf die Konkurrenzfähigkeit des Autos aus. Im Laufe der Saison 1975 verschlechterte sich der Zustand des Autos spürbar. Bei elf Einsätzen fiel der FW03 achtmal infolge technischer Defekte aus. Williams konzentrierte sich zu dieser Zeit schon auf den Williams FW04, mit dem Jacques Laffite, der Spitzenfahrer des Teams, an den Start ging.

## Renneinsätze
In den frühen 1970er-Jahren setzte Frank Williams mehr oder weniger regelmäßig zwei Fahrzeuge ein. Dabei ging er zweigleisig vor: Eines der Fahrzeuge wurde jeweils während der gesamten Saison für einen Stammfahrer gemeldet, während das zweite Fahrzeug an wechselnde Piloten vermietet wurde. 1974 war der FW03 das Fahrzeug des Stammfahrers. Nach der Einführung des technisch eigenständigen FW04 im Frühjahr 1975 übernahm der FW03 die Rolle des Mietfahrzeugs. Insgesamt gingen in eineinhalb Jahren acht Fahrer mit dem FW03 an den Start.

### 1974: Iso-Marlboro FW03
Der FW03 debütierte zu Beginn des europäischen Teils der Formel-1-Saison 1974, also beim Großen Preis von Spanien. Das Auto wurde in diesem Jahr ausschließlich von Arturo Merzario gefahren, der Williams’ Nummer-Eins-Fahrer war. In den Qualifikationen erreichte Merzario überwiegend Zeiten, die Startplätze im Mittelfeld ermöglichten. Das beste Qualifikationsergebnis war der sechste Startplatz beim zweiten Rennen des FW03 in Belgien, ansonsten startete Merzario zumeist aus der siebten oder achten Startreihe. Allerdings kam er mit dem FW03 bei neun Anläufen nur einmal ins Ziel: Beim Großen Preis von Italien in Monza wurde Merzario Vierter. Bei allen anderen Grands Prix schied er vorzeitig aus. Zwei Rennen beendete er nach einem Fahrfehler vorzeitig; wobei er in Monaco den Wagen so erheblich beschädigte, dass der FW03 für zwei Monate ausfiel. Die sonstigen Ausfälle waren technisch bedingt. Dreimal gab es Defekte am Motor oder im Motorumfeld, darunter im Bereich der Benzinzufuhr. Das Gasgestänge und die Kraftübertragung fielen ebenfalls vereinzelt aus; den Großen Preis der USA konnte Merzario wegen eines Defekts des Feuerlöschers nicht beenden.

### 1975: Williams FW03

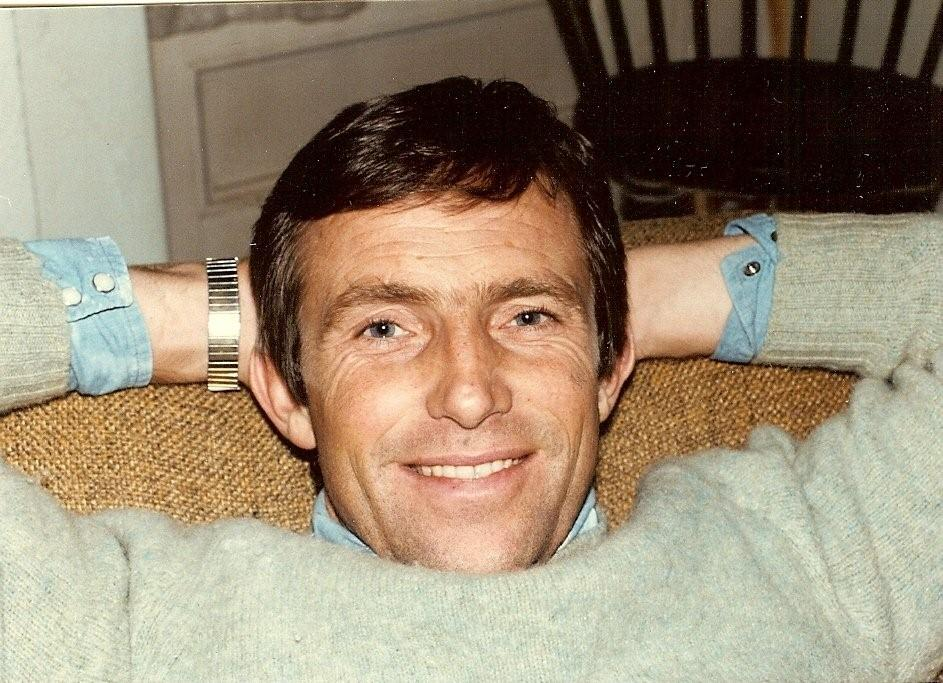
Ian Ashley

1975 meldete Williams den FW03 fünfmal für Merzario. Viermal fiel er nach einem Technikdefekt aus, beim Großen Preis von Monaco verpasste er die Qualifikation. Nach dem Rennen in Belgien verließ Merzario das Williams-Team, von den Ausfällen und dem mangelnden Fortschritt enttäuscht. Die Rolle des Stammfahrers übernahm daraufhin Jacques Laffite, der den neuen FW04 einsetzte.
Der FW03 wurde für den Rest der Saison an sieben verschiedene Fahrer vermietet. In Spanien fuhr Tony Brise das Auto, der in Montjuïc sein Formel-1-Debüt beging. Er qualifizierte sich für Startplatz 18. Zwei Runden vor Schluss kollidierte er bei einer Überrundung mit dem Shadow-Werksfahrer Tom Pryce. Beide Fahrer fielen aus. Da Brise aber 27 von 29 Runden zurückgelegt hatte, wurde er als Siebter gewertet. Dies war das beste Ergebnis des FW03 in der Saison 1975. Brise wechselte daraufhin zum Team Embassy Hill. Seine Nachfolger bei Williams waren Damien Magee, Ian Scheckter, François Migault, Ian Ashley, Jo Vonlanthen und Renzo Zorzi, die sich jeweils für ein Rennen in das Team einkauften. Scheckter, Magee und Zorzi kamen bei ihren Einsätzen jeweils außerhalb der Punkteränge ins Ziel. Das beste Ergebnis von ihnen erzielte Scheckter, der in den Niederlanden Zwölfter wurde. Er war fünfmal überrundet worden, Zorzi hatte in Italien einen Rückstand von sechs Runden. Die übrigen Fahrer litten unter der technischen Unzuverlässigkeit des FW03. Migault, der für den Großen Preis von Frankreich gemeldet war, qualifizierte sich für Startplatz 24, konnte aber nicht am Rennen teilnehmen. Vor dem Start gelang es den Williams-Mechanikern nicht, den Motor zu starten. Der Schweizer Jo Vonlanthen verpasste beim Großen Preis von Österreich mit einem Rückstand von fast acht Sekunden auf die Pole-Zeit die Qualifikation. Da aber die vorplatzierten Wilson Fittipaldi und Mark Donohue unfallbedingt nicht am Rennen teilnehmen konnten, rückte Vonlanthen in die Reihe der Qualifikanten auf. Nach 15 Rennrunden hatte er sich von Position 25 auf Platz 20 verbessert. Dann fiel er wegen eines Motordefekts vorzeitig aus. Ian Ashley erlitt im Training zum Großen Preis von Deutschland im Streckenabschnitt Pflanzgarten einen Unfall, bei dem er sich mehrere Handknochen brach. Er konnte am Rennen nicht teilnehmen.
Zum letzten Rennen des Jahres 1975 in den USA meldete Williams Lella Lombardi. Anfänglich war für sie der FW03 vorgesehen gewesen. Das Team hatte aber wider Erwarten rechtzeitig zum Rennen das zweite Exemplar des FW04 fertiggestellt, sodass Williams für sie dieses Exemplar meldete.
Vonlanthen fuhr den FW03 auch beim Großen Preis der Schweiz, einem nicht zur Weltmeisterschaft zählenden Formel-1-Rennen, das in der Woche nach dem Rennen in Österreich auf dem französischen Circuit de Dijon-Prenois ausgetragen wurde. Er qualifizierte sich für den 15. und vorletzten Startplatz; sein Rückstand auf die Pole-Zeit von Jean-Pierre Jarier (Shadow) betrug 2,5 Sekunden. Das Rennen verlief für Vonlanthen „voller Probleme“, sodass er mit einem Rückstand von neun Runden ins Ziel kam und nicht klassifiziert wurde.

## Apollon-Williams
Williams verkaufte den FW03 im Frühjahr 1976 an den Schweizer Rennfahrer Loris Kessel. Er nahm einige Detailänderungen an der Karosserie vor und meldete den Wagen für das Team Jolly Club of Switzerland unter der Bezeichnung Apollon-Williams FW03 zum 1976, nahm aber am offiziellen Training und am anschließenden Rennen nicht teil. Ein Jahr später erschien Kessel mit dem Apollon-Williams erneut zum Großen Preis von Italien. Erneut kam es nicht zu einer Rennteilnahme. Kessel erreichte in dem drei Jahre alten Auto eine Qualifikationszeit, die 8,6 Sekunden über der Polezeit von James Hunt (McLaren) lag. Damit war er nicht zum Rennen zugelassen.

## Rennergebnisse (Formel-1-Weltmeisterschaft)
| Fahrer                           | Nr.                              | 1   | 2   | 3   | 4   | 5   | 6   | 7  | 8  | 9   | 10  | 11  | 12  | 13 | 14  | 15  | Punkte | Rang |
| -------------------------------- | -------------------------------- | --- | --- | --- | --- | --- | --- | -- | -- | --- | --- | --- | --- | -- | --- | --- | ------ | ---- |
| Automobil-Weltmeisterschaft 1974 | Automobil-Weltmeisterschaft 1974 |     |     |     |     |     |     |    |    |     |     |     |     |    |     |     | 3      | 10.  |
| A. Merzario                      | 20                               |     |     |     | DNF | DNF | DNF |    |    |     | DNF | DNF | DNF | 4  | DNF | DNF | 3      | 10.  |
| Automobil-Weltmeisterschaft 1975 | Automobil-Weltmeisterschaft 1975 |     |     |     |     |     |     |    |    |     |     |     |     |    |     |     | 0      | 9.   |
| A. Merzario                      | 21                               | DNF | DNF | DNF |     | DNQ | DNF |    |    |     |     |     |     |    |     |     | 0      | 9.   |
| T. Brise                         | 21                               |     |     |     | 7   |     |     |    |    |     |     |     |     |    |     |     | 0      | 9.   |
| D. Magee                         | 21                               |     |     |     |     |     |     | 14 |    |     |     |     |     |    |     |     | 0      | 9.   |
| I. Scheckter                     | 21                               |     |     |     |     |     |     |    | 12 |     |     |     |     |    |     |     | 0      | 9.   |
| F. Migault                       | 21                               |     |     |     |     |     |     |    |    | DNS |     |     |     |    |     |     | 0      | 9.   |
| I. Ashley                        | 21                               |     |     |     |     |     |     |    |    |     |     | DNS |     |    |     |     | 0      | 9.   |
| J. Vonlanthen                    | 21                               |     |     |     |     |     |     |    |    |     |     |     | DNF |    |     |     | 0      | 9.   |
| R. Zorzi                         | 21                               |     |     |     |     |     |     |    |    |     |     |     |     | 14 |     |     | 0      | 9.   |

| Legende  | Legende            | Legende                                                          |
| Farbe    | Abkürzung          | Bedeutung                                                        |
| -------- | ------------------ | ---------------------------------------------------------------- |
| Gold     | –                  | Sieg                                                             |
| Silber   | –                  | 2. Platz                                                         |
| Bronze   | –                  | 3. Platz                                                         |
| Grün     | –                  | Platzierung in den Punkten                                       |
| Blau     | –                  | Klassifiziert außerhalb der Punkteränge                          |
| Violett  | DNF                | Rennen nicht beendet (did not finish)                            |
| Violett  | NC                 | nicht klassifiziert (not classified)                             |
| Rot      | DNQ                | nicht qualifiziert (did not qualify)                             |
| Rot      | DNPQ               | in Vorqualifikation gescheitert (did not pre-qualify)            |
| Schwarz  | DSQ                | disqualifiziert (disqualified)                                   |
| Weiß     | DNS                | nicht am Start (did not start)                                   |
| Weiß     | WD                 | zurückgezogen (withdrawn)                                        |
| Hellblau | PO                 | nur am Training teilgenommen (practiced only)                    |
| Hellblau | TD                 | Freitags-Testfahrer (test driver)                                |
| ohne     | DNP                | nicht am Training teilgenommen (did not practice)                |
| ohne     | INJ                | verletzt oder krank (injured)                                    |
| ohne     | EX                 | ausgeschlossen (excluded)                                        |
| ohne     | DNA                | nicht erschienen (did not arrive)                                |
| ohne     | C                  | Rennen abgesagt (cancelled)                                      |
| ohne     | keine WM-Teilnahme |                                                                  |
| sonstige | P/fett             | Pole-Position                                                    |
| sonstige | 1/2/3/4/5/6/7/8    | Punktplatzierung im Sprint-/Qualifikationsrennen                 |
| sonstige | SR/kursiv          | Schnellste Rennrunde                                             |
| sonstige | *                  | nicht im Ziel, aufgrund der zurückgelegten Distanz aber gewertet |
| sonstige | ()                 | Streichresultate                                                 |
| sonstige | unterstrichen      | Führender in der Gesamtwertung                                   |